# Uintacrinus
Uintacrinidae
Famille
Genre
Uintacrinus est un genre fossile de Crinoïdes (Échinodermes), le seul de la famille des Uintacrinidae également fossile (ordre des Comatulida).

## Description
Les espèces du genre Uintacrinus, connu notamment par son espèce type Uintacrinus socialis, étaient des crinoïdes « flottants ». Dépourvus de tige, leur thèque sphérique contenant probablement une poche gazeuse, qui permettait à ces animaux de dériver à la surface de l'eau, laissant pendre leurs très longs bras dans la colonne d'eau pour y capturer le plancton. La forme générale peut faire penser à une sorte de méduse à carapace.
Au moins Uintacrinus socialis semblait former ainsi des radeaux dérivants, les individus se tenant par les bras. 

## Liste des espèces
Selon GBIF (12 février 2024) :
- † Uintacrinus anglicus Rasmussen, 1961
- † Uintacrinus socialis Grinnell, 1876

## Stratigraphie
Ce sont des fossiles du Crétacé, retrouvés essentiellement en Utah (dont l'holotype) et surtout au Kansas. 

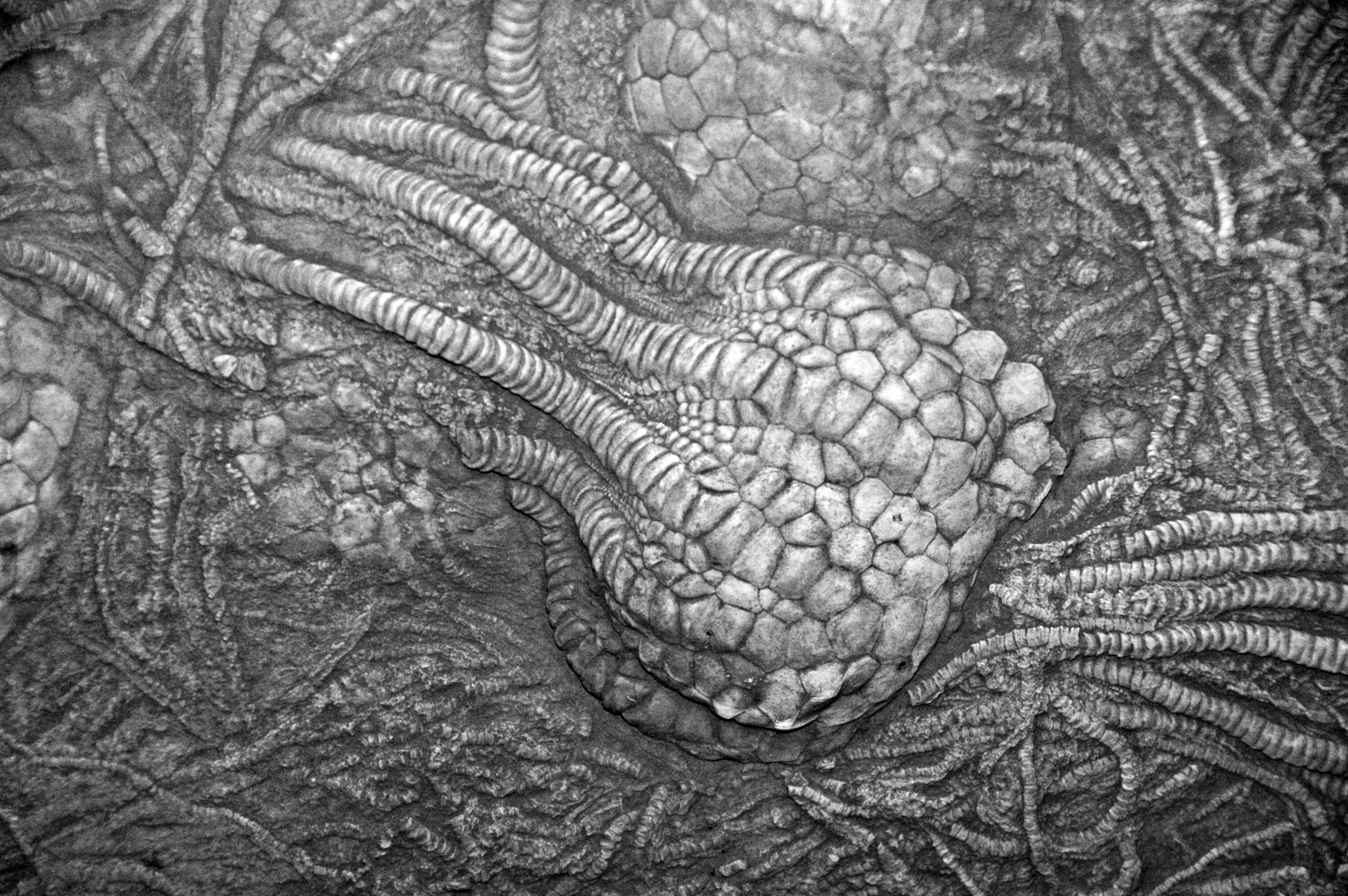
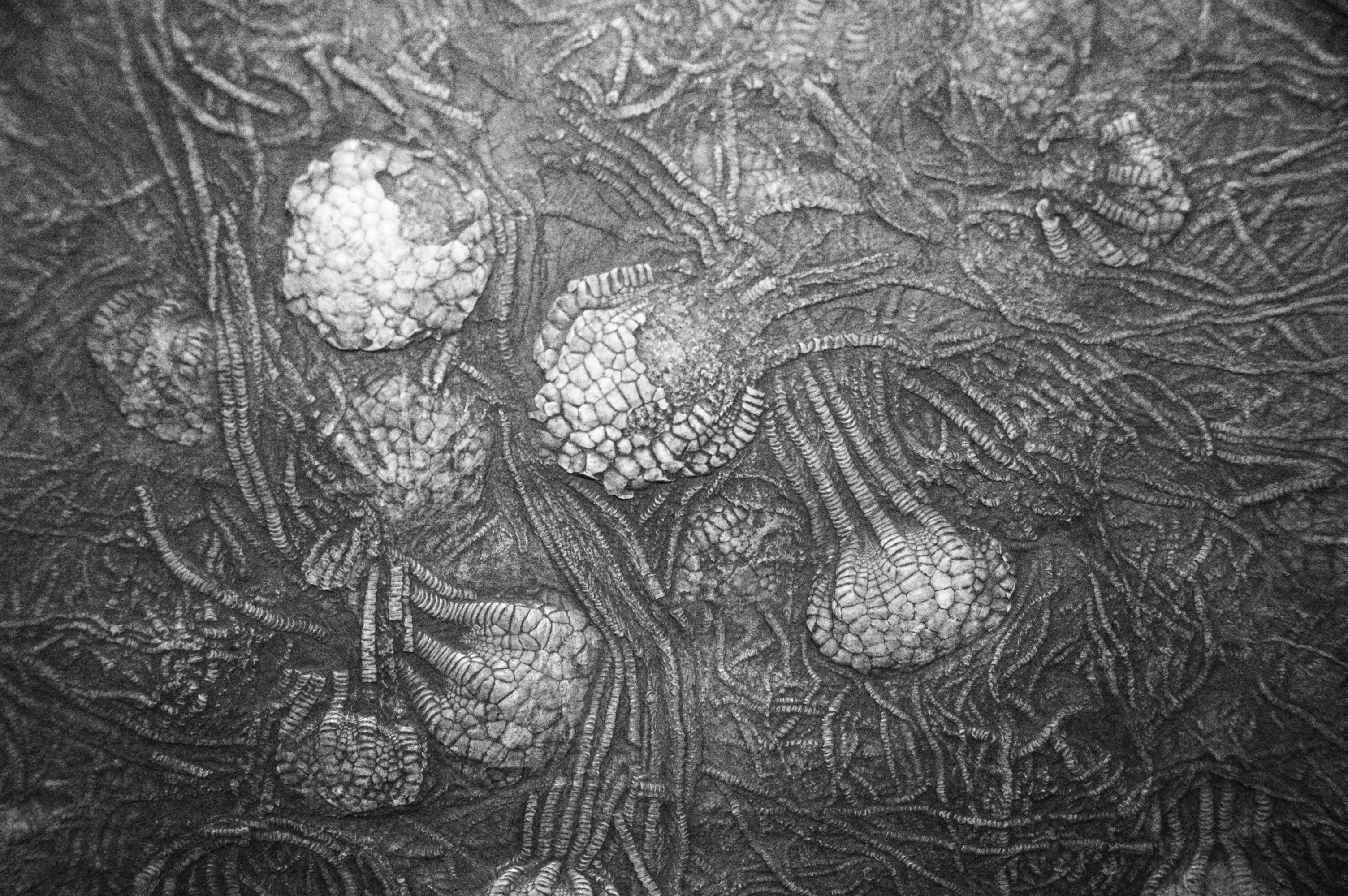
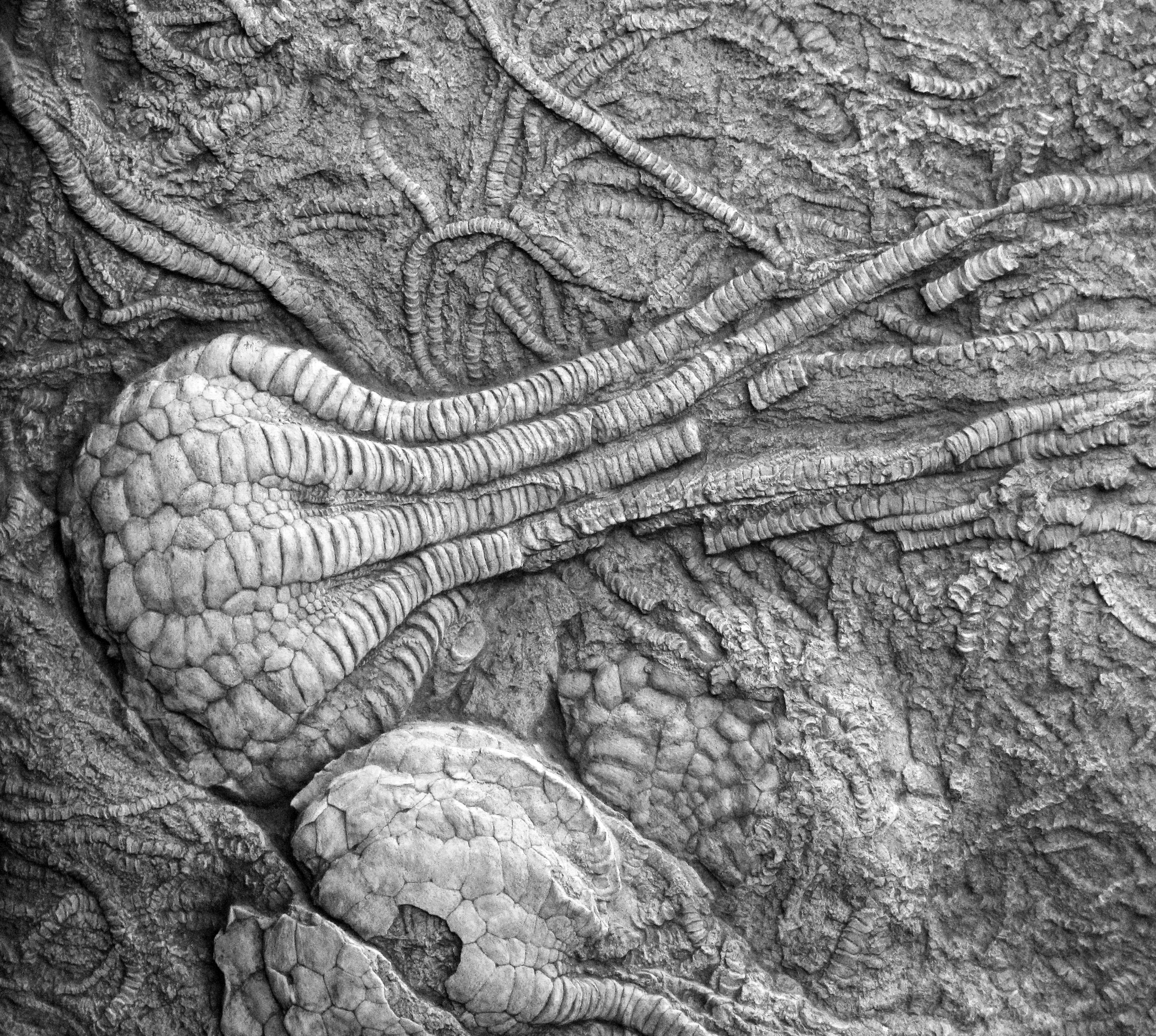
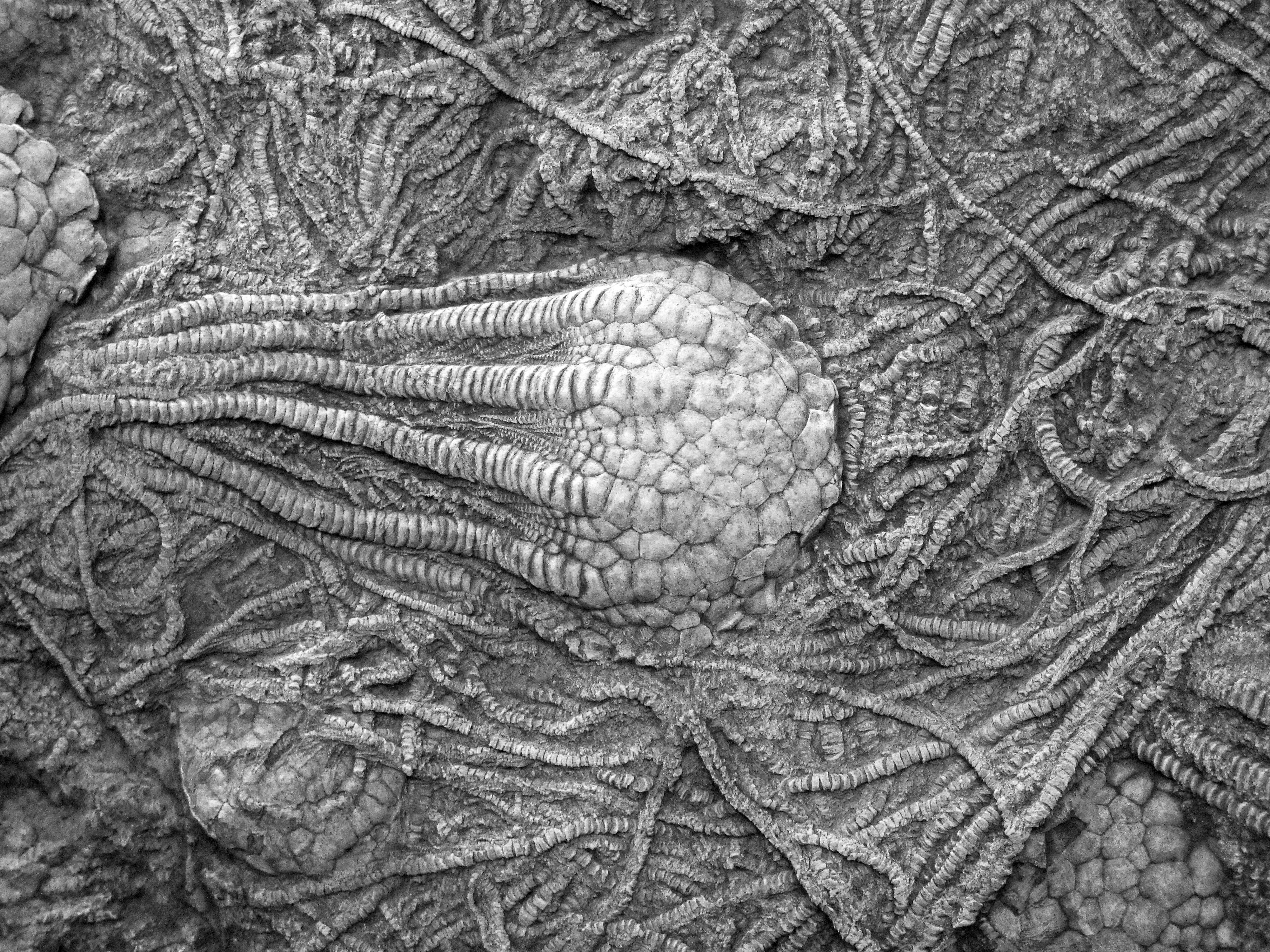